# Британски Кипар
Британски Кипар назив је за кипарску државу под доминацијом Британске империје, од 1878. до 1914. године, најпре кроз војну окупацију, а потом у статусу крунске колоније. 

## Историја
Кипар се налазио под влашћу Османског царства од 16. века, када су га Турци у Кипарском рату освојили од Млетачке републике. Најпре је био у саставу Вилајета Архипелага. Под британску власт Кипар је дошао у 19. веку током Велике источне кризе. Овим догађајима претходио је Руско-турски рат у коме су Руси 1878. године доспели готово до саме турске престонице. Британци нису смели дозволити Русима да изађу на топла мора, те су ступили у преговоре са Османлијама. Они су кулминирали Кипарском конвенцијом од 5. јуна 1878. године, којом је султан дао право Британцима да формирају администрацију на острву, у замену за заштиту на Берлинском конгресу и заштиту од продора Руса. Британцима је Кипар био стратешки веома значајан, због близине Суецког канала, пролаза за њихову најзначајнију прекоморску територију, Индију. Британци су се држали конвенције до избијања Првог светског рата. Када се Османско царство 5. новембра 1914. године сврстало у табор Централних сила, Британци су стекли повод за анекцију Кипра. Касније, 1925. године, проглашена је Крунска колонија Кипар, након што су се Турци и званично одрекли острва, и то најпре у Севру 1920. године, а потом и у Лозани 1923. године.
Већину становништва на острву чинили су Грци. Грчки краљ Павле обзнанио је жеље Кипрана за уједињењем са Грчком 1948. године. Одржан је референдум спроведен од стране Православне кипарске цркве 1950. године на коме се 97% грчке популације изјаснило за уједњење. Акција за уједињење кулминирала је током тзв. Кипарске кризе (1955–1959). Кипарска организација ЕОКА покушала је да збаци британску управу и спроведе уједињење са Грчком. Резултат су Лондонски и Циришки споразуми којима је 1959. године проглашена независност Кипра. Формирана је Кипарска република, на челу са архиепископом Макаријем III. Године 1961. Кипар је постао 99. чланица Уједињених нација.